# Jan Bretoński
Jan de Bretagne (ur. 1266, zm. 17 stycznia 1334), młodszy syn księcia Bretanii Jana II i Beatrycze Plantagenet, córki króla Anglii Henryka III, młodszy brat księcia Artura II.
Po śmierci ojca w 1305 r. Artur odziedziczył Bretanię, natomiast Jan stał się posiadaczem angielskich posiadłości rodowych, znajdujących się w hrabstwie Richmondshire. 15 października 1306 r. otrzymał od króla Edwarda I tytuł hrabiego Richmond. Jan do końca życia pozostał w Anglii i brał udział w życiu politycznym kraju za panowania Edwarda I, Edwarda II (przeciwko któremu walczył w kolejnych ligach baronów) i Edwarda III.
Zmarł w 1334 r. Nigdy się nie ożenił i nie pozostawił potomstwa. Tytuł hrabiego Richmond odziedziczył jego bratanek, książę Bretanii Jan III Dobry.